# Apocalyptica

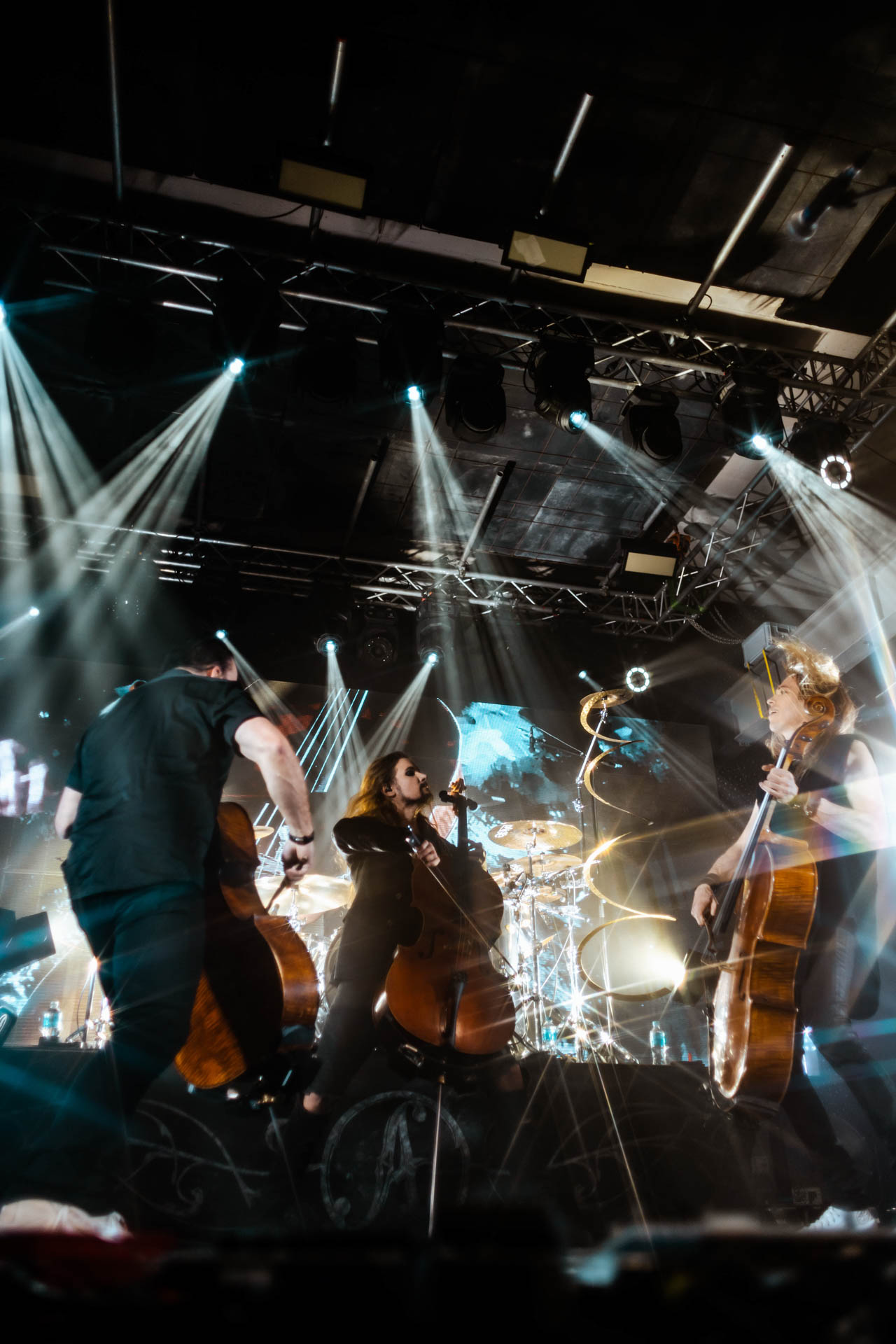
Apocalyptica 2023 Poland

Apocalyptica — фінський віолончельний метал колектив, заснований 1993 року. Учасники гурту — три віолончелісти — випускники музичної академії ім. Сібеліуса, а також, з 2005 року — барабанщик.
Музика гурту челло-рок (дослівно — віолончельний рок) включає елементи академічної музики, неокласичного, треш- та симфонічного металу. Відомі виконанням кавер-версій пісень метал-гуртів (зокрема Metallica). Одними з перших почали використати віолончелі з ефектом дисторшн, що максимально наблизило їхнє звучання до важкого металу. Співпрацювали з численними музикантами (серед яких Дейв Ломбардо зі Slayer, Тілль Ліндеманн з Rammstein), симфонічним оркестром Лахті.

## Історія

### Початок кар'єри
До першого складу Apocalyptica входило чотири віолончелісти: Ейкка Топпінен, Макс Лілья, Пааво Лотйонен і Антеро Маннінен, які мали класичну музичну освіту. Хлопці разом вчились в консерваторії і були прихильниками «важкого металу».
У 1993 році музиканти готували розважальну програму для одного з літніх таборів і вирішили поекспериментувати з «металічними» піснями.
Після того виступу у них зародилась ідея підійти до експериментів з важкою музикою більш серйозно. Двічі вони виконали програму в стінах рідної академії, а потім, коли Apocalyptica стала квартетом, стали виступати в рок-клубах фінської столиці.
У назві гурту музиканти поєднали слово «Апокаліпсис» і свою любов до Metallica. Так виникла назва Apocalyptica.
Починаючи з 1995 року, Apocalyptica почала виступати на великій сцені, відвідуваність їхніх концертів уже через рік доходить до 50 тис. Під час туру Metallica Фінляндією квартет був запрошений виступати на «розігріві» у своїх кумирів.
У 1996 році гурт видає свій перший студійний альбом Plays Metallica by Four Cellos, котрий складався із каверів на пісні Металліки.
У 1998 Apocalyptica видає другий студійний альбом Inquisition Symphony, спродюсований Гіілі Гіілесмааю. Inquisition Symphony, як і його попередник, містив кавер-версії на пісні Metallica, але також був доповнений каверами на Faith No More, Sepultura та Pantera. Також гурт вирішив включити три власні твори, написані Ейккою Топпіненом.

### 1999 рік
Антеро Маннінен покинув гурт у 1999 році і був замінений Пертту Ківілааксо. Пертту раніше виступав з групою у 1995 році. Apocalyptica випустили свій третій студійний альбом, Cult, у 2000 році. До нього увійшли переважно оригінальні пісні і три кавери. Альбом став першим релізом Apocalyptica з оркестровими ударними у виконанні Топпінена, а також першим треком з вокалом, "Path Vol. 2", заспіваним Сандрою Насіч з Guano Apes, який вийшов незабаром після Cult. Макс Ліля покинув гурт у 2002 році і приєднався до Hevein.
У 2003 році Apocalyptica випустили свій четвертий студійний альбом "Reflections", який містив лише оригінальні пісні. Reflections вирізнявся експериментальним звучанням, відмінним від акустичних аранжувань Inquisition Symphony і Cult. Дейв Ломбардо зі Slayer зіграв на барабанах у п'яти піснях з Reflections. Решту пісень записав сесійний барабанщик Самі Куоппамякі. Коли Ломбардо відмовився від наступного туру, Apocalyptica найняли Мікко Сірена, який залишився з групою для майбутніх турів, а також для запису наступного альбому.
Apocalyptica випустили свій однойменний п'ятий студійний альбом у 2005 році, в записі якого взяли участь Вілле Вало з HIM, Лаурі Юльонен з The Rasmus і Дейв Ломбардо, який повернувся з попереднього альбому.
Apocalyptica з'явилася на треку "Intro" з альбому Bullet for My Valentine's альбому The Poison у 2005 році. Гурт виступав з Мартою Яндовою і представляв Баден-Вюртемберг на пісенному конкурсі Bundesvision Song Contest 2005 з піснею "Wie weit", посівши 5-е місце з 77 балами.
Мікко Сірен став офіційним учасником гурту у грудні 2005 року, відігравши з групою близько 200 концертів.
Apocalyptica випустили свій шостий студійний альбом, Worlds Collide, 17 вересня 2007 року. Продюсером альбому виступив Якоб Хелльнер. На подив багатьох, до альбому увійшов ремейк німецької версії пісні Девіда Боуї "Heroes". Тіль Ліндеманн з Rammstein, перед яким вони відкривали тур "Reise, Reise", був запрошеним вокалістом на треку "Helden".  Альбом "Worlds Collide" був випущений 15 квітня 2008 року в Сполучених Штатах. Перший сингл, "I'm Not Jesus" за участю Корі Тейлора зі Slipknot і Stone Sour, потрапив у топ-10 чартів Active rock і Alternative rock.
До кінця 2007 року гурт гастролював Європою, продовживши у 2008 році у Сполучених Штатах і взявши участь у численних фестивалях у Європі.

### 2008 рік
У червні 2008 року під час концерту Rock in Rio в Лісабоні Apocalyptica приєдналася до кампанії Greenpeace "energy [r]evolution campaign" і зіграла зі сцени 5-ту симфонію Бетховена.
Гурт також з'явився на шоу "Останній дзвінок з Карсоном Дейлі" 31 жовтня 2008 року. Тут вони дебютували на американському телебаченні, виконавши пісню "I Don't Care" разом із Торін Грін.
У листопаді 2008 року гурт Apocalyptica за участю Адама Гонтьє з Three Days Grace посіли перше місце в радіочартах BDS і Mediabase Active Rock з синглом "I Don't Care". Пізніше того ж місяця гурт посів 3 місце в чарті Billboard's Hot Modern Rock Tracks і 2 місце в чарті Billboard's Hot Mainstream Rock Tracks, одразу після AC/DC і трохи попереду Metallica, що є іронічним поворотом, оскільки гурт починав свою діяльність з виконання каверів на пісні Metallica. Нещодавно пісня досягла першого місця в рок-чарті Billboard, що зробило Apocalyptica першим фінським гуртом, який очолив американський чарт. Пісня "I Don't Care" також прозвучала в 16-й серії 8-го сезону телесеріалу "Таємниці Смолвіля", яка вийшла в ефір 19 березня 2009 року.
Сьомий студійний альбом Apocalyptica під назвою 7th Symphony, продюсерами якого виступили Джо Баррезі і Говард Бенсон, вийшов 23 серпня 2010 року в Європі (в Німеччині 20 серпня 2010 року), і 24 серпня в США Перший сингл прозвучав на радіо 29 червня 2010 року.
26 січня 2010 року вийшла відеогра MAG. Apocalyptica спродюсувала саундтрек для однієї з основних фракцій у грі, S.V.E.R..
Альбом містить вісім інструментальних композицій плюс чотири треки з гостьовим вокалом. У першому синглі, "End of Me", взяв участь Гевін Россдейл, вокаліст британського альтернативного рок-гурту Bush, який раніше співпрацював з групою. Барабанщик Slayer Дейв Ломбардо зіграв на "2010". У "Bring Them to Light" взяв участь Жозеф Дюплантьє, вокаліст і гітарист французького дез-метал-гурту Gojira. "Broken Pieces" - спільна робота із вокалісткою Flyleaf Лейсі Мослі. "Not Strong Enough" була виконана Брентом Смітом, вокалістом (Shinedown). "Not Strong Enough" була перезаписана з Дагом Роббом з Hoobastank перед випуском на американському радіо 18 січня 2011 року завдяки правам на дистрибуцію.

## Дискографія
- Plays Metallica by Four Cellos (1996)
- Inquisition Symphony (1998)
- Cult (2000)
- Best Of Apocalyptica (2002, компіляція, видана лише в Японії)
- Reflections (2003)
- Apocalyptica (2005)
- Reflections Revised (2005)
- Amplified // A Decade of Reinventing the Cello (2006, компіляція)
- Worlds Collide (2007)
- 7th Symphony (2010)
- Shadowmaker (2015)
- Cell-0 (2020)[6]
- Plays Metallica Vol. 2 (2024)

## Концерти в Україні
Вперше в Україну Apocalyptica прибула 12 листопада 2005 року. Тоді вони відіграли концерт в столичному Палаці спорту. Вдруге гурт мав відвідати Україну у 2009 році в Херсоні на фестивалі «кРок у майбутнє», але з технічних причин їх виступ так і не відбувся.
У 2010 році гурт дав ще три концерти в Україні:
- 28 березня — Дніпро, Палац спорту Метеор
- 30 березня — Одеса, Палац спорту
- 31 березня — Київ, Палац спорту

У 2015 році відбувся концерт в Україні:
- 1 грудня — Київ, Stereo Plaza[7]

У рамках туру з нагоди 20-річчя з виходу першого альбому Plays Metallica by Four Cellos, Apocalyptica зіграла в Україні три концерти:
- 28 жовтня 2017 року — Київ, Жовтневий палац
- 4 листопада 2019 року — Харків, Палац студентів ХПІ
- 5 листопада 2019 року — Київ, Жовтневий палац